# Formiga-cabo-verde

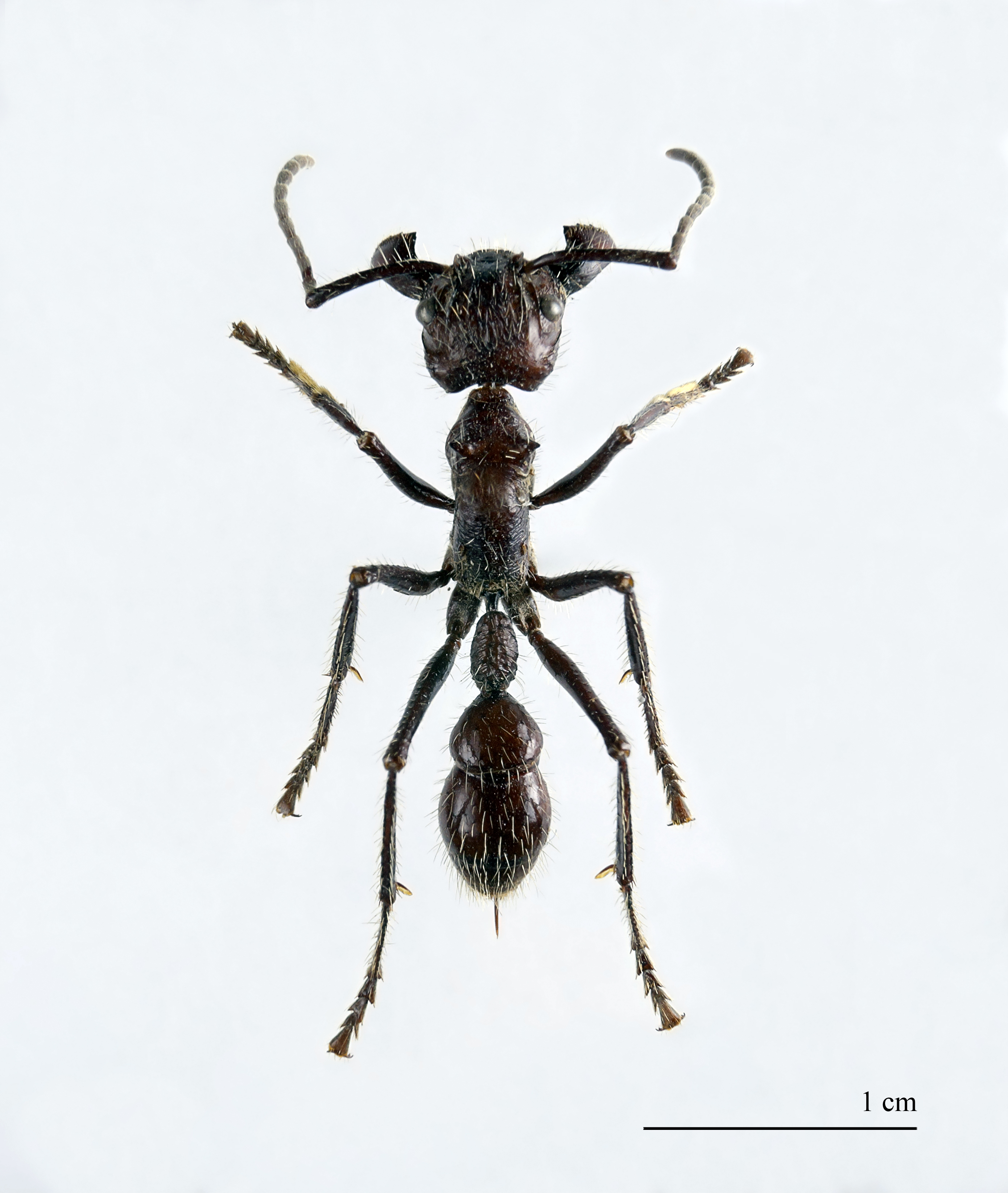
Paraponera clavata - Espécime de museu

A formiga Paraponera clavata é muito conhecida por seu tamanho gigante e sua picada severa. As operárias apresentam entre 18 a 25 mm, coloração avermelhada-escura, guardando diversas semelhanças com as vespas. Apresenta os mais variados nomes vernaculares, de acordo com a região: tocandira, tocanera, tocantera, tocainará, tocanguira, tocanquibira, saracutinga, tracutinga, tracuxinga, formigão, formigão-preto,  tucandeira, tocandera, formiga-cabo-verde, chia-chia, naná, tec-tec. Em inglês, é conhecida como Bullet Ant ("Formiga Bala").

## Etimologia
"Tocandira", "tocanera", "tocantera", "tocanguira" e "tocanquibira" vêm do tupi tukã'di, que significa "fere muito". "Tracutinga" e "saracutinga" vêm do tupi taraku'ting.

## Nomes vernáculos
- Proto-Maku Oriental[4]: *wîwo
- Proto-Arawá[5]: *jimo, *jomo
- Proto-Takana[6]: *bona
- Proto-Tucano[7]: *piata
- Kwazá[8]: bɨbɨtsu
- Proto-Jê Meridional[9]: *pɛdkɾi{ɡ}

## Taxonomia
O gênero Paraponera F. Smith pertecence à recente subfamília Paraponerinae (antigamente pertencia à subfamília Ponerinae (Bolton 1994)), que contém uma única espécie: P. clavata. Já foi denominada Formica clavata Fabricius, 1775.

## Biogeografia
A ocorrência de P. clavata é Neotropical, ou seja, endêmica na costa do Atlântico, desde as florestas tropicais do sul da Nicarágua até a Amazônia; na Costa Rica, é encontrada em áreas elevadas com mais de 500 metros de altitude.

## Organização Social
Paraponera é eussocial, embora relativamente primitiva. A rainha é ligeiramente mais larga que as operárias (modificação para produção de ovos). As colônias maduras são pequenas e contém alguns milhares de formigas. As operárias apresentam tamanhos baseados na divisão de trabalho: as menores cuidam dos ovos e larvas e as maiores atuam como soldados protegendo o ninho, ou fazem os forrageios. Novas colonizações são iniciadas por rainhas solitárias, o que faz com que as colônias, depois de estabilizadas, apresentem monoginia, ou seja, uma única rainha acasalada produz todos os ovos.

## Picada
A picada da Formiga-cabo-verde é extremamente severa, tendo sido classificada por Justin Schmidt, um renomado entomologista americano, com um "4.0" em sua tabela de classificação de dor causada por insetos, que vai de 1.0 a 4.0. A dor sentida é descrita como "estar andando sobre carvão em chamas com um prego enferrujado de 3 polegadas fincado no seu calcanhar".